# Strnad Převalského
Strnad Převalského (Urocynchramus pylzowi) je druh pěvce z východní Asie, jediný zástupce rodu Urocynchramus a čeledi Urocynchramidae.

## Systematika
Pták nese jméno ruského výzkumníka Nikolaje Prževalského, jenž jej roku 1876 vědecky popsal pod stále platným vědeckým jménem Urocynchramus pylzowi. Systematické zařazení tohoto druhu bylo problematické a ačkoli jej starší literatura často sdružuje se strnadovitými (Emberizidae) nebo pěnkavovitými (Fringillidae), není s nimi blíže spřízněn a představuje svébytnou starou linii passeroidních zpěvných.
Již molekulárně-fylogenetická studie z roku 2000 jej identifikovala jakožto jediného zástupce reliktní linie nepříbuzné s žádnou konkrétní ptačí čeledí, byť novější práce Päckert & kol., 2016 naznačila možný sesterský vztah s čeledí snovačovití (Ploceidae). Od posledního společného předka se strnad Převalského podle odhadů oddělil již ve svrchním oligocénu před zhruba 25 miliony lety, což z něj zároveň dělá nejstaršího známého endemitního pěvce tibetského regionu. V současném systému vystupuje v rámci samostatné čeledi Urocynchramidae, jejíž popisnou autoritou je již polský přírodovědec Janusz Domaniewski (1918).

## Popis
Strnad Převalského dosahuje tělesné velikosti 15,5 až 16,5 cm. Jde o středně velkého pěvce se štíhlým zobákem, relativně krátkými křídly a dlouhým stupňovitým ocasem. Od pravých strnadů či pěnkav jej odlišuje přítomnost deseti výrazných ručních letek na křídlech, zatímco zástupci výše zmíněných čeledí mají ručních letek pouze devět. Strnad Převalského se vyznačuje nápadným opeřením, kdy samci mají svrchní partie včetně temene a šíje hnědavě pruhované, zatímco spodní partie jsou probarvené růžově, s o něco světlejšími odstíny na tváři. Samičí zbarvení je méně výrazné a oproti samcům mají také kratší ocas.

## Ekologie a chování
Strnad Převalského představuje špatně známý druh ptáka, jenž je rozšířen od Tibetu až po střední Čínu. Žije na horských a podhorských svazích v nadmořských výškách asi 3 050 až 5 000 metrů, a sice v křovinné vegetaci tvořené mochnami, zakrslými vrbami či pěnišníky. Mimo období hnízdění vytváří menší hejna až o asi patnácti jedincích. Živí se malými semeny a květy, snad i hmyzem, jenž tvoří minimálně potravu mláďat. Otevřená miskovitá hnízda z trávy si strnadi budují nízko nad zemí v hustém křoví. Samice snáší 2 až 4 vejce a o inkubaci se zřejmě stará sama.

## Ohrožení
Mezinárodní svaz ochrany přírody (IUCN) považuje stranada Převalského za málo dotčený druh.